# Tilos Rádió
Tilos Rádió ist das älteste, unabhängige Community Radio Ungarns und hat seinen Sitz in Budapest. Der Sender ist auf der UKW-Frequenz 90,3 MHz in Budapest und Umgebung zu empfangen.
Im Sender arbeiten rund 250 Mitarbeiter auf ehrenamtlicher Basis. Die wenigsten sind professionelle Journalisten oder Mitarbeiter mit Medienerfahrung. Der Sender ist eine der wenigen Alternativen zu den kommerziellen und öffentlich-rechtlichen Medien in Ungarn, der wenig repräsentierten Gruppen eine öffentliche Stimme gibt. Es gibt Sendungen zu Themen über Minoritäten, Menschen mit Behinderungen und weitere zivile Themen, wie zum Beispiel Menschenrechte, politische Transparenz im öffentlichen Leben usw. Der Sender hat explizit keine politische Zugehörigkeit, aber bedingt durch die Themen, die angesprochen werden, zeichnet sich eher eine linke politische Einstellung ab. Neben den Talksendungen gibt es auch reine Musiksendungen, die ungefähr die Hälfte der Sendezeit ausmachen.
Die Zuhörerzahl lässt sich nur schwer einschätzen. Jedoch anhand von senderübergreifenden Marktforschungen der Medienbehörde in den letzten Jahren hat das Radio eine Zuhörerzahl von ungefähr 14.000 Zuhörern pro Tag. Dazu kommt noch die Zahl, die über den Livestream das Radio hören.
Tilos Rádió sendet keine Werbung und finanziert sich hauptsächlich durch Spenden der Zuhörer und Mitgliedsbeiträge der ehrenamtlich Mitwirkenden. Seit 2013 empfängt der Sender keine staatlichen Fördermittel mehr, um die politische Unabhängigkeit zu stärken. Außerdem kann jeder Steuerzahler in Ungarn über 1 % seiner Einkommensteuer bestimmen und diesen Anteil einer bestimmten gemeinnützigen Organisation zukommen lassen. Jedes Jahr gibt es einen einwöchigen Spendenmarathon mit zahlreichen Konzerten, Auftritten und Tombolas.
Der Sender wurde 1991 als Alternative zum staatlichen Nachrichtenmonopol von der oppositionellen Untergrundbewegung als Piratensender gegründet. Ein Piratensender deshalb, weil die damals gültigen, noch aus dem sozialistischen System stammenden Mediengesetze keine privaten, vom Staat unabhängige Medien erlaubten. Daher auch der Name „tilos“, welcher auf Deutsch „verboten“ bedeutet. Mit der Liberalisierung des Rundfunkmarktes im Jahr 1995 erhielt Tilos Rádió dann eine Sendelizenz und von da an sendete er im legalen Rahmen, 12 Stunden am Tag.
Im November 1999 lief diese Lizenz aus und der Sender musste eine neue Sendelizenz beantragen, die ihm von der damaligen rechtskonservativen Regierung unter Führung der Fidesz versagt wurde. Erst nach den Wahlen im Jahr 2002, als die sozialistische Partei MSZP eine Regierungskoalition mit der Partei SZDSZ bildete, erhielt der Sender die Lizenz zurück. In der Zwischenzeit konnte man den Sender nur über das Internet hören. Seitdem sendet Tilos Rádió 24 Stunden am Tag.
Ein Sendeverbot für 30 Tage erhielt der Sender nochmals von der Medienaufsichtsbehörde ORTT (Országos Rádió és Televízió Testület), als am Heiligen Abend 2003 ein Moderator des Senders in angetrunkenem Zustand verbreitete, dass er „alle Christen ausrotten würde“. Der Sender distanzierte sich sofort von dieser Aussage, der Moderator wurde entlassen und Tilos Rádió sendete 2 Wochen lang nur Musik.
Im Januar 2004 wurde daraufhin vor dem Gebäude des Radios eine Demonstration veranstaltet, bei der Hassreden gehalten und Fahnen, unter anderem eine israelische Fahne, verbrannt wurden.
Der Sender war die erste Einrichtung, gegen die von der Medienbehörde Nemzeti Média- és Hírközlési Hatóság 2011 ein Verfahren eingeleitet wurde. Beanstandet wurde das Abspielen des Songs It’s on von dem Rapper Ice-T wegen des angeblich „jugendgefährdenden“ Textes. Das Verfahren wurde dann mit der Begründung eingestellt, ungarische Minderjährige würden den amerikanischen Slang des Sängers gar nicht verstehen.
In der Geschichte des Senders gab es schon mehrere deutschsprachige Sendungen: Lichthof (2002–2013), Mehr Licht (2013–2014) und die jetzige Leuchtturm (2017–heute).